# Philip Torchio
Philip Torchio (Vercana, 2 de agosto de 1868 — Bronxville, 14 de janeiro de 1942) foi um engenheiro elétrico italiano.
É conhecido por seu trabalho na Edison Electric Company e suas diversas invenções em transmissão e distribuição de energia elétrica. Recebeu a Medalha Edison IEEE por "contribuições de destaque na arte de estações centrais de engenharia e por conquistas na produção, distribuição e utilização de energia elétrica". 
Torchio foi prefeito de Bronxville, de 1929 a 1931. Em 1938, aos 70 anos de idade, aposentou-se como vice-presidente da Consolidated Edison.